# Tendu (gemeente)
Tendu is een gemeente in het Franse departement Indre (regio Centre-Val de Loire) en telt 451 inwoners (1999). De plaats maakt deel uit van het arrondissement Châteauroux.

## Geografie
De oppervlakte van Tendu bedraagt 40,5 km², de bevolkingsdichtheid is 11,1 inwoners per km².

## Verkeer en vervoer
In de gemeente ligt spoorwegstation Lothiers.
De onderstaande kaart toont de ligging van Tendu (gemeente) met de belangrijkste infrastructuur en aangrenzende gemeenten.

## Demografie
Onderstaande figuur toont het verloop van het inwonertal (bron: INSEE-tellingen).